# Леузинский сельсовет
Леузинский сельсовет — муниципальное образование в Кигинском районе Башкортостана.
Административный центр — село Леуза.

## История
Согласно Закону о границах, статусе и административных центрах муниципальных образований в Республике Башкортостан имеет статус сельского поселения.
Закон Республики Башкортостан «Об изменениях в административно-территориальном устройстве
Республики Башкортостан, изменениях границ и преобразованиях муниципальных образований в Республике Башкортостан», ст. 1, ч.186 (часть сто восемьдесят шестая введена Законом РБ от 20.07.2005 № 211-З)    гласит:

186. Изменить границы Абзаевского сельсовета и Леузинского сельсовета Кигинского района, передав деревню Алагузово Леузинского сельсовета в состав Абзаевского сельсовета.

.

## Население
| 2002  | 2009  | 2010  | 2012  | 2013  | 2014  | 2015  |
| ----- | ----- | ----- | ----- | ----- | ----- | ----- |
| 1472  | ↗1504 | ↘1374 | ↘1363 | ↘1358 | ↘1336 | ↗1337 |
| 2016  | 2017  | 2018  |       |       |       |       |
| ↘1310 | ↘1285 | ↘1261 |       |       |       |       |

## Состав сельского поселения
| № | Населённый пункт | Тип населённого пункта       | Население |
| - | ---------------- | ---------------------------- | --------- |
| 1 | Леуза            | село, административный центр | ↘1076     |
| 2 | Кургашево        | деревня                      | ↘279      |
| 3 | Вязовка          | деревня                      | ↘17       |
| 4 | Кисеик           | деревня                      | ↘2        |

## Известные уроженцы
- Меньшиков, Иван Николаевич (23 июня 1914 — 28 апреля 1943) — русский и ненецкий писатель, журналист[13][14].
- Ракшин, Дмитрий Сергеевич (14 ноября 1913 — 9 января 1961) — участник Великой Отечественной войны, Герой Советского Союза[15].